# Nigeria i olympiska sommarspelen 1992
Nigeria deltog i de olympiska sommarspelen 1992 med en trupp bestående av tre deltagare, och totalt blev det fyra medaljer.

## Boxning
Flugvikt
- Moses Malagu
  - Första omgången – Besegrade Richard Buttimer (IRL), 12:8
  - Andra omgången – Förlorade mot Raúl González (CUB), RSC-2

Bantamvikt
- Mohammed Sabo
  - Första omgången – Besegrade Robert Ciba (POL), RSC-3
  - Andra omgången – Besegrade Chatree Suwanyod (THA), 16:7
  - Quarterfinals – Förlorade mot Wayne McCullough (IRL), 13:31

Lättvikt
- Moses Odion
  - Första omgången – Besegrade Janos Petrovics (HUN), 18:8
  - Andra omgången – Förlorade mot Oscar De La Hoya (USA), 4:16

Lätt weltervikt
- James Mozez
  - Första omgången – Förlorade mot Arlo Chavez (PHI), 6:12

Weltervikt
- Tajudeen Sabitu
  - Första omgången – Förlorade mot Francisc Vaştag (ROM), 0:9

Lätt mellanvikt
- David Defiagbon
  - Första omgången – Förlorade mot Raúl Márquez (USA), 7:8

Lätt tungvikt
- Jacklord Jacobs
  - Första omgången – Bye
  - Andra omgången – Förlorade mot Rostislav Zaulichniy (EUN), 8:16

Tungvikt
- David Izonritei →  Silver
  - Första omgången – Bye
  - Andra omgången – Besegrade Morteza Shiri (IRN), RSC-3 (01:35)
  - Kvartsfinal – Besegrade Kirk Johnson (CAN), 9:5
  - Semifinal – Besegrade David Tua (NZL), 12:7
  - Final – Förlorade mot Félix Savón (CUB), 1:14

Supertungvikt
- Richard Igbineghu →  Silver
  - Första omgången – Bye
  - Andra omgången – Besegrade Liade Alhassan (GHA), walk-over
  - Kvartsfinal – Besegrade Gitas Juskevicius (LTU), KO-2
  - Semifinal – Besegrade Svilen Rusinov (BUL), 9:7
  - Final – Förlorade mot Roberto Balado (CUB), 2:13

## Friidrott
Herrarnas 4 x 400 meter stafett
- Udeme Ekpeyong, Emmanuel Okoli, Hassan Bosso och Sunday Bada
  - Heat — 3:00,39
  - Final — 3:01,71 (→ 5:e plats)

## Handboll
Damer
Gruppspel
| Lag      | Pld | W | D | L | GF | GA | GD  | Poäng |
| -------- | --- | - | - | - | -- | -- | --- | ----- |
| OSS      | 3   | 3 | 0 | 0 | 77 | 56 | +21 | 6     |
| Tyskland | 3   | 2 | 0 | 1 | 86 | 61 | +25 | 4     |
| USA      | 3   | 1 | 0 | 2 | 55 | 76 | −21 | 2     |
| Nigeria  | 3   | 0 | 0 | 3 | 56 | 81 | −25 | 0     |

| Resultat | OSS   | Tyskland | USA   | Nigeria |
| -------- | ----- | -------- | ----- | ------- |
| OSS      |       | 28–22    | 23–16 | 26–18   |
| Tyskland | 22–28 |          | 26–24 | 22–16   |
| USA      | 16–23 | 24–26    |       | 22–18   |
| Nigeria  | 18–26 | 16–22    | 18–22 |         |